# Saturn (pomme)
Pour les articles homonymes, voir Saturn.

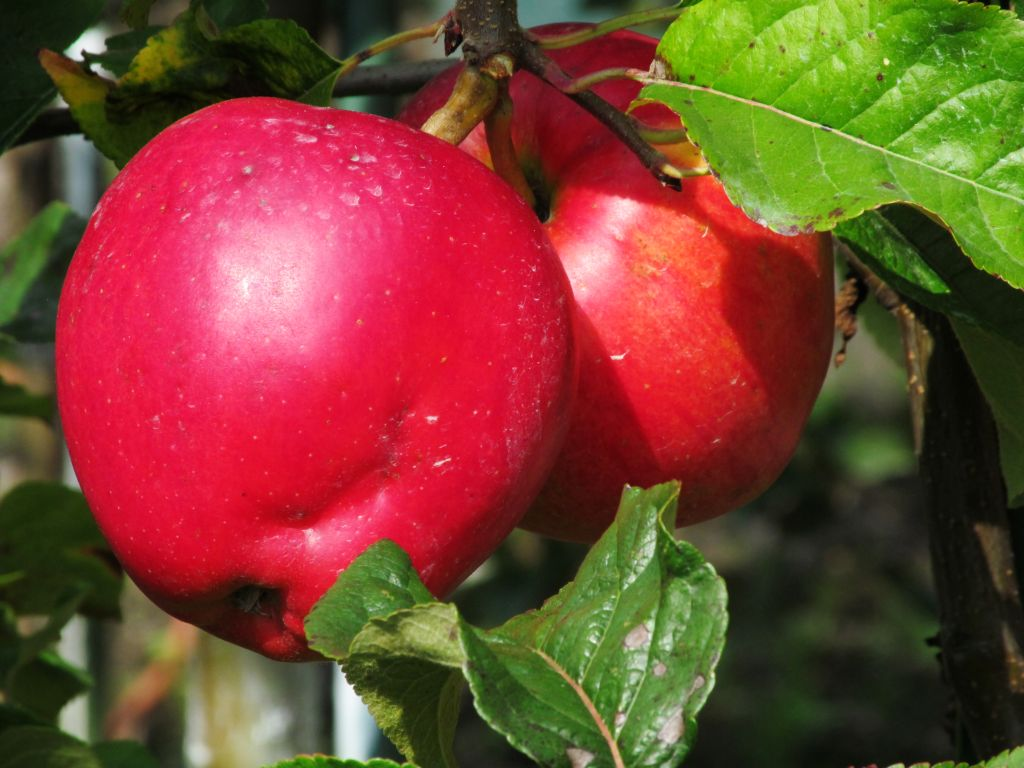
Pommes Saturn

Saturn est le nom d'un cultivar de pommier domestique.

## Droits
SATURN est une variété enregistrée par l'Union Européenne :
- numéro de référence : 3421
- date d'application : 22/08/1995
- détenteur : HORTICULTURE RESEARCH INTERNATIONAL

## Description
- Usage : pomme à couteau.
- Fleurs : blanches.
- Couleur de la peau : principalement rouge.
- Calibre : moyen à gros (90 mm).
- Chair : mi-ferme et juteuse.
- Pédoncule : moyennement long.

## Origine.
1980, EUROPE, Angleterre, Kent, East Malling Research Station.

## Pollinisation.
Cultivar diploïde autofertile, deux caractéristiques utiles dans un petit jardin familial où la pollinisation croisée peut être difficile.
- Groupe de floraison : C (mi-saison).

## Parenté
Starkspur Golden Delicious x PRI 1235

## Maladies
Très forte résistance aux races communes de tavelure. Cette caractéristique est intéressante pour les petits jardins familiaux où les traitements chimiques sont réduits et non systématiques.

## Culture
Vigueur du cultivar : modérée.
Fructification : croissance de type spur.
Cueillette : fin septembre.
Conservation : jusque fin janvier.
Porte-greffe usuels : M9 (pour hauteur de 2,50 m à 3 m), M26, MM106...